# Sigueu vós mateix
«Sigueu vós mateix» (títol original en anglès «Thine Own Self») és el setzè episodi de la setena temporada, i el 168è de tota la sèrie, de la sèrie de televisió de ciència-ficció estatunidenca Star Trek: La nova generació. Es van emetre originalment el 14 de febrer de 1994 en redifusió als Estats Units. Va ser escrit per Ronald D. Moore i dirigit per Winrich Kolbe.
Ambientada al segle XXIV, la sèrie segueix les aventures de la tripulació de la nau de la Flota Estel·lar de la Federació Enterprise-D sota el comandament del capità Jean-Luc Picard. En aquest episodi, Data, que pateix amnèsia, exposa sense voler un poble alienígena preindustrial a materials perillosament radioactius; Troi se sotmet a les proves necessàries per a un ascens de tinent comandant a comandant.

## Argument
Data és enviat a Barkon IV, un planeta habitat per una societat preindustrial «aproximadament equivalent a la del Renaixement a la Terra» per recuperar les restes radioactives d'una sonda espacial profunda que es va estavellar al planeta. Tanmateix, Data resulta ferit durant la recuperació i, sense recordar qui és ni la seva missió, entra a un poble amb la caixa de peces radioactives. Garvin, el magistrat del poble, i la seva filla Gia, porten Data al seu curandero, Talur, que determina que ha de ser un "home de gel"; Gia anomena Data "Jayden". Garvin descobreix els fragments de la sonda, sense ser conscient del seu perill, i intenta vendre'ls per obtenir un benefici. A mesura que la gent del poble comença a portar els fragments com a joies, comencen a sucumbir a la intoxicació per radiació, tot i que Talur no està familiaritzat amb els símptomes. Data utilitza els seus propis mètodes, més científics, i conclou que els fragments metàl·lics són la causa de les malalties i, amb l'ajuda de Talur, intenta instar els vilatans a desfer-se'n. En comptes d'això, els vilatans ataquen Data, creient que ell és la causa de la malaltia, i fan que les seves entranyes mecàniques quedin al descobert. Quan Gia ho veu, s'alarma, però després s'adona que Data intenta ajudar-los. Data aconsegueix preparar un antídot per a l'enverinament, administrar-lo a Garvin i Gia, i administra la dosi a tot el poble posant la resta de l'antídot al pou del poble. Els vilatans, encara enfadats amb ell, ataquen Data, aparentment matant-lo. Garvin i Gia enterren Data i enterren els fragments de metall al bosc fora de la ciutat. Quan Riker i Crusher arriben sota la disfressa d'amics de Jayden, s'assabenten del seu destí per Gia. El cos de Data i els fragments de metall són teletransportats a l'"Enterprise". Les funcions de Data es restauren, però no té cap record de la seva vida com a "Jayden". Ell teoritza que el seu cervell positrònic deu haver estat sobrecarregat per una pujada de tensió de la sonda mentre recuperava els fragments, cosa que li va provocar la pèrdua de memòria.
Una trama separada durant aquests esdeveniments segueix els esforços de Deanna Troi per convertir-se en oficial del pont. Supera fàcilment tots els exàmens necessaris excepte un: una simulació holocoberta, supervisada per Riker i destinada a posar a prova les seves habilitats de comandament. Després de diversos intents fallits de salvar una "Enterprise" greument danyada sense posar ningú en risc, Troi finalment s'adona que potser no podrà evitar sacrificar part de la tripulació i ordena al Geordi hologràfic que realitzi reparacions en una zona perillosa que el mataran ràpidament. Ella passa la prova i aconsegueix un ascens a Comandant.

## Actors convidats
- Ronnie Claire Edwards - Talur
- Michael Rothhaar - Garvin
- Kimberly Cullum - Gia
- Michael G. Hagerty - Skoran
- Andy Kossin - Aprenent barkonià
- Richard Ortega-Miro - Rainer

## Producció
El títol provisional de l'episodi era "Jayden". El títol original finalment escollit, "Thine Own Self" (Sigues tu mateix), es basa en una cita de Poloni de l'obra de William Shakespeare "Hamlet":
| «                                                     | Això per sobre de tot: sigues fidel a tu mateix | » |
| — William Shakespeare, "Hamlet" (Acte u, escena tres) |                                                 |   |

Data havia citat aquesta línia a l'episodi "El joc d'en Q".
La idea bàsica de Christopher Hatton per a aquest episodi era que Data aparegués com una mena de monstre de Frankenstein. La implementació real es va basar menys en la novel·la original de Mary Shelley, sinó més aviat en l'adaptació cinematogràfica clàssica de Frankenstein de 1931. La història de l'ascens de Troi, que originalment es va planejar com la segona història de l'episodi "Enllaços", es va afegir com a subtrama.
El capità Picard només apareix breument a l'episodi, ja que es va filmar el desembre de 1993 mentre Patrick Stewart apareixia a A Christmas Carol a l'escenari de Londres.

## Recepció
Keith DeCandido el va qualificar a tor.com el 2013 com un episodi força deficient de "Star Trek: La nova generació". Va trobar la premissa bàsica, sobre un poble que intenta explorar emocions desconegudes, força absurda. Va trobar els papers dels convidats, amb l'excepció d'Eric Pierpoint com a Voval, mal escollits.
El 2020, Tom's Guide va enumerar alguns dels millors moments per a la consellera de l'Enterprise D Deanna Troi.

## Llançaments en vídeo
Això es va publicar al Japó en LaserDisc el 9 d'octubre de 1998 com a part de la col·lecció de mitja temporada Log.14: Seventh Season Part.2. Aquest conjunt incloïa episodis des de "Cobertes inferiors" fins a la part II de "Totes les coses bones...", amb pistes d'àudio en anglès i japonès.